# Rainer-Marc Frey

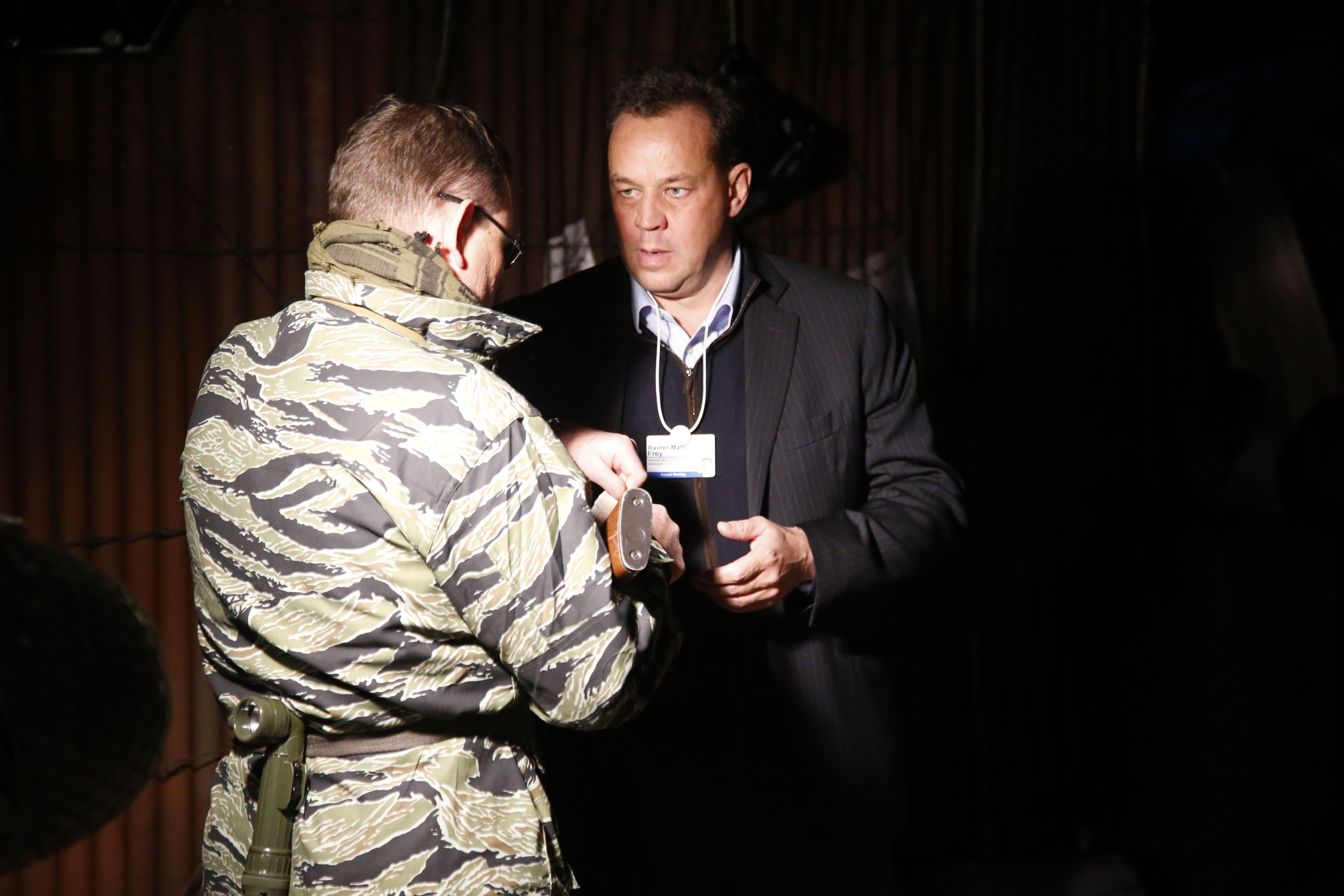
Rainer-Marc Frey, 2016 (rechts)

Rainer-Marc Frey (* 10. Januar 1963 in Liestal) ist ein Schweizer Unternehmer und Privatinvestor.

## Leben
Rainer-Marc Frey wuchs im Kanton Basel-Landschaft als Sohn eines Kantonalbankdirektors auf. Nach der Wirtschafts-Matura am Gymnasium Liestal studierte er Wirtschaftswissenschaften an der Hochschule St. Gallen und erlangte 1986 das Lizenziat.
Er sammelte seine ersten Berufserfahrungen bei den US-Investmentbanken Merrill Lynch und Salomon Brothers und machte dort Karriere. Bei Salomon Brothers initiierte er die Schaffung von Handelsabteilungen in Zürich und Frankfurt. 1991 verliess er Salomon Brothers und gründete 1992 mit zwei Partnern in Zug einen eigenen Hedgefonds – die RMF Investment Group.

### RMF Investment Group
Die Hedgefonds-Investmentphilosophie, d. h. überdurchschnittliche Renditen im Vergleich zu einem Referenzmarkt zu erzielen und das Risiko durch Absicherungsstrategien zu reduzieren, war damals in der Schweiz weitgehend unbekannt und stiess auf Skepsis bei den Investoren. Zu Beginn erkannten in der Schweiz weder Versicherungen noch Banken das Potenzial dieser Art Fonds, die auch bei fallenden und seitwärts tendierenden Börsen Geld verdienen wollen. So engagierte sich die RMF Investment Group zu Beginn im Geschäft mit japanischen Optionsscheinen und Wandelanleihen und war einer der ersten aktiven Hedgefondsgruppen in Europa. Die Investmentphilosophie von RMF setzte sich – trotz schwierigen Zeiten wie der Asienkrise Mitte der 1990er-Jahre – durch. Nach einer Durststrecke akzeptierten auch institutionelle Anleger diese Konzepte.
1996 begann eine erfolgreiche Zusammenarbeit mit der LGT Group und Swiss Life (damals Schweizerische Lebensversicherungs- und Rentenanstalt) mit der Lancierung der Hedgefonds-Investmentgesellschaft Castle Alternative Invest. Die Swiss Life baute ihre alternativen Anlagen stark aus und erwarb 1998 bzw. 2000 eine Beteiligung von 23,5 % an RMF für insgesamt 44 Millionen Franken. In den nächsten Jahren folgten Kooperationen mit weiteren Versicherern. Als 2000 die Dotcom-Blase platzte, waren marktneutrale Ansätze von Hedgefonds plötzlich gefragt. So hatte die Credit Suisse 2001 fast 4 Milliarden Franken via RMF in Hedgefonds angelegt. 2002 gehörten nahezu alle  grossen Schweizer Versicherer zu den Schlüsselkunden der RMF.
Von 1996 bis 2002 entwickelte sich die RMF Investment Group zu einem der führenden europäischen Anbieter für alternative Investments. 2002 verwaltete RMF Vermögen in der Höhe von 8,5 Milliarden US-Dollar. Im gleichen Jahr lancierte die Man Group ein Übernahmeangebot für die RMF von ca. 1,35 Milliarden Franken. Die Aktionäre der RMF nahmen dies an und fusionierten mit der Man Group. Beim Verkauf wurde das zwölfköpfige Managementkomittee von RMF vertraglich für drei Jahre beim fusionierten Unternehmen verpflichtet. Diese Übernahme machte die Man Group zum weltweit grössten Anbieter von Hedgefonds.

### Horizon21
Frey erhielt mit dem Verkauf seines Aktienanteils einen Erlös von rund 500 Millionen Franken. Doch widmeten sich Frey und seine Partner nach dem Verkauf nicht nur der Verwaltung ihrer Vermögen. Bereits 2004 gründeten sie die nächste Investmentgesellschaft, die auf alternative Finanzanlagen spezialisierte Horizon21 AG mit Sitz in Pfäffikon (Kanton Schwyz).
Die Swiss Re wurde im September 2005 strategische Partnerin von Horizon21 und übernahm einen Anteil von 20 % an der Geschäftseinheit Horizon21 Alternative Investments. Ein Jahr später bauten die beiden Gesellschaften ihre strategische Partnerschaft aus und bündelten ihre Kräfte im Bereich Private Equity Fund of Funds. Die Horizon21 übernahm die Private-Equity-Aktivitäten der Swiss Re und die Swiss Re übernahm im Gegenzug einen Anteil von 30 % an der Horizon21 Private Equity Holding.
Seit der Gründung von Horizon21 war die Vermögensverwaltung der Gründer und Partner ein wichtiger Bestandteil der Aktivitäten. Bei einer strategischen Neuausrichtung im 2010 positionierte sich Horizon21 neu als Private Investment Office und konzentriert sich seither auf die Anlagebedürfnisse der Gründer und Partner.

### Beteiligungen
Seit dem Verkauf der RMF wurde Frey mit Unternehmensbeteiligungen als Industrieinvestor bekannt.
Im Oktober 2008 wurde Frey in den Verwaltungsrat der krisengeschüttelten Grossbank UBS gewählt. Im Verwaltungsrat galt Frey als unabhängiger Geist mit starker Stimme. Er war Mitglied des Risk Committee und dazu ebenfalls im Audit Committee sowie später im Human Resources and Compensation Committee. Im April 2014 trat er nicht mehr zur Wiederwahl in den Verwaltungsrat an.
Ab 2008 war Frey Mitglied des Verwaltungsrats der DKSH Holding AG und zudem Mitglied des Prüfungs- und Strategieausschusses. Die DKSH mit Sitz in Zürich ist ein international tätiger, stark diversifizierter Schweizer Dienstleistungs- und Handelskonzern mit starken Wurzeln in Asien. Inzwischen hat Frey seine Funktionen und den Aktienanteil an DKSH aufgegeben.
Am Schweizer Pharmaunternehmen Siegfried Holding AG mit Sitz in Zofingen ist Frey seit 2010 beteiligt.
Eine weitere Beteiligung besteht beim Derivatanbieter Leonteq.
Seit 2013 ist Frey Hauptaktionär und stellvertretender Vorsitzender der Lonrho Holdings Ltd, einem diversifizierten Konglomerat, das in Subsahara-Afrika tätig ist. 2013 machte er zusammen mit dem Schweizer Unternehmer Thomas Schmidheiny als Ankeraktionäre den bisherigen Aktionären ein Übernahmeangebot. Am 19. Juli 2013 wurde die Übernahme zu einem Gesamtpreis von 270 Millionen Franken vollzogen und das Unternehmen privatisiert.

### Soziales Engagement
Frey ist Stiftungsrats-Vizepräsident der 2004 gegründeten Frey Charitable Foundation (FCF). Die FCF unterstützt vor allem Unterprivilegierte dabei, erfolgreich Verantwortung über ihr eigenes Leben zu übernehmen. Während FCF im ersten Jahrzehnt ihres Bestehens in verschiedenen Ländern der Welt aktiv war, konzentriert sie sich seither vor allem auf Afrika und die Schweiz. In Afrika konzentriert sich FCF auf die Unterstützung herausragender sozialer Unternehmer in einer Vielzahl von Themenbereichen.
In seiner Freizeit ist Frey Privatpilot.

## Fussnoten
1. ↑  Pressemitteilung (Memento des Originals vom 12. September 2016 im Internet Archive)  Info: Der Archivlink wurde automatisch eingesetzt und noch nicht geprüft. Bitte prüfe Original- und Archivlink gemäß Anleitung und entferne dann diesen Hinweis. Swiss Life, 2. November 2002. Abgerufen am 16. Januar 2017.
2. ↑  Rainer-Marc Frey, neuer UBS-Verwaltungsrat – Ein Mann mit goldenem Händchen. In: Berner Zeitung. 2. Oktober 2008. Abgerufen am 16. Januar 2017.
3. ↑  Fabrik der Multimillionäre. In: Bilanz. 31. Januar 2002. Abgerufen am 16. Januar 2017.
4. ↑  Man Group übernimmt RMF. In: FONDS professionell. 23. Mai 2002, abgerufen am 16. Januar 2017.
5. ↑  Pressemitteilung In: Presseportal, 21. September 2006. Abgerufen am 16. Januar 2017.
6. ↑  Homepage Horizon21 AG Abgerufen am 16. Januar 2017.
7. ↑  Was Rainer-Marc Frey der UBS brachte. In: Finews. 1. April 2014. Abgerufen am 16. Januar 2017.
8. ↑  Who is Who: Rainer-Marc Frey. In: Bilanz. 30. Mai 2014. Abgerufen am 16. Januar 2017.
9. 1 2  Rainer-Marc Frey. In: Handelszeitung. Abgerufen am 26. November 2022.
10. ↑  Siegfried Annual Report 2015, 31. Dezember 2015. Abgerufen am 16. Januar 2017.
11. ↑  Stefan Barmettler: Streit um Freihafen. In: Handelszeitung. 2. Oktober 2014, S. 5.
12. ↑  Frey Charitable Foundation: Ein Partner der Schwab Foundation for Social Entrepreneurship. Abgerufen am 16. Januar 2017.

| Personendaten    | Personendaten                            |
| ---------------- | ---------------------------------------- |
| NAME             | Frey, Rainer-Marc                        |
| KURZBESCHREIBUNG | Schweizer Unternehmer und Privatinvestor |
| GEBURTSDATUM     | 10. Januar 1963                          |
| GEBURTSORT       | Liestal                                  |